# Jestřabina
Jestřabina (Galega) je rod rostlin z čeledi bobovité. Jsou to přímé byliny se světle modrými až bělavými květy v hroznovitých květenstvích. Jestřabina lékařská je již odedávna pěstována jako léčivka a pícnina a roste zdomácnělá i v České republice.

## Popis
Jestřabiny jsou přímé vytrvalé byliny s kůlovým kořenem a většinou s větvenou lodyhou. Listy jsou lichozpeřené, složené z 6 až 12 párů celokrajných lístků, s volnými palisty. Květy jsou světle modré, fialové nebo bílé, v úžlabních nebo vrcholových dlouze stopkatých hroznech. Kalich je zvonkovitý, zakončený 5 laloky. Pavéza je podlouhle vejčitá, na bázi zúžená v krátký nehet. Křídla jsou podlouhlá, lehce připojená k tupému, zahnutému člunku. Tyčinek je 10 a jsou jednobratré. Semeník je přisedlý, s mnoha vajíčky a šídlovitou čnělkou zakončenou kulovitou bliznou. Lusky pukají 2 švy a obsahují 1 až několik mírně zploštělých semen.

## Rozšíření
Rod jestřabina zahrnuje 5 až 6 druhů. Je rozšířen v Evropě, Asii a horách východní Afriky. Jediným původním evropským druhem je jestřabina lékařská (Galega officinalis), rozšířená v celé jižní Evropě. Na východ zasahuje do jihozápadní Asie a Pákistánu. Původní areál nelze u této staré kulturní rostliny s jistotou určit. V České republice se vyskytuje jako archeofyt. Na Kavkaze se vyskytuje jestřabina východní (G. orientalis). Zbylé druhy jestřabin jsou rozšířeny ve východní Africe.

## Obsahové látky a jedovatost
Semena jestřabiny lékařské obsahují alkaloid peganin a byl zjištěn i obsah jedovatého kanavaninu, dále cyklitol pinitol a jedovaté aminy galegin a hydroxygalegin. Nať obsahuje flavonový glykosid galuteolin, aminokyseliny, saponiny, hořčiny aj. Z farmakologicky významných látek jsou v jestřabině lékařské obsaženy deriváty guanidinu, z nichž zejména smirnovin a sferofysin působí jako látky blokující nervová ganglia.
Jestřabiny jsou jedovaté pro kozy. Listí je hořké, způsobuje zvracení a v některých případech i smrt.

## Zástupci
- Jestřabina lékařská (Galega officinalis)
- Jestřabina východní (Galega orientalis)

## Význam
Jestřabina lékařská (Galega officinalis) je stará kulturní rostlina, která se pěstovala jako pícnina a léčivá rostlina a v různých oblastech Evropy zdomácněla. V jižní Evropě je pěstována jako půdu zlepšující rostlina která toleruje kyselou půdu, a také jako pastva pro včely. Rostlina je používána v bylinných směsích jako podpůrný prostředek pro zvýšení tvorby mateřského mléka a ke snížení hladiny krevního cukru u cukrovky 2. typu.

## Přehled druhů a jejich rozšíření
- Galega battiscombei – Keňa
- Galega lindblomii – Keňa, Uganda
- Galega officinalis – Evropa až Pákistán a Rusko
- Galega orientalis – Kavkaz
- Galega somalensis – Etiopie